# Intelligenspartiet (Norge)
Detta är en artikel om det norska Intelligenspartiet. Här kan du läsa om det svenska Intelligenspartiet.
Intelligenspartiet eller Intelligensen var ett norskt politiskt parti anfört av Johan Sebastian Welhaven i början av 1800-talet. Intelligensens viktigaste politiska ståndpunkt handlade om förhållandet till Danmark, där de menade att det var viktigt att bygga det nya Norge med en stark förankring till danska traditioner. Partiet fungerade som en motpol till partiet Patriotene där Henrik Wergeland var frontfigur. Bland Patriotene kallades anhängarna av intelligensen för danomanerne.